# 參數 (數學)
參數（parameter），物理学中通称参量，是可以用來定義系統或是為系統分類的特徵。換句話說，參數是系統中的一個元元素，可以用來識別系統，或是評估系統性能、狀態、條件等。
在不同的语境（像在程式設計、工程学、統計學、語言學或是電子音樂合成）裡，这一术语可能有特殊含意。

## 模型化
若用方程式為系統建模時，描述系統的數值即為參數。例如，在力學中，若是要為運動建模，質量、尺寸及形狀（針對固體）、密度及粘度（針對流體）都是方程中的參數。參數的選擇方式有許多種，找到一組適合的參數，就稱為參數化（parametrization）。
例如，若是要描述一個物體在遠大於該物體（例如：地球）的表面進行運動：有二個常用的位置參數化方式：角座標（經度和緯度），可以簡潔的描述在球面上的長距離運動，另一個則是相對某已知點的方位以及距離（例如：多倫多東北偏北10公里、或是多倫多往北8公里、再往東6公里），這適合用在比較小的區域。這些參數化也用在地理區域的模型化（也就是地图投影）。

## 數學函數
數學函數會有一個到多個定義為引數的變數。函數的定義中也可能包括參數，但和變數不同，在寫函數時不一定會將參數列出。若函數中有參數時，此定義其實是定義了函數族，因為這些參數每一個可能值的組合都會產生不同的函數。例如，以下是二次函數的一般式
{\displaystyle f(x)=ax^{2}+bx+c};
其中，變數x是函數的引數, 但a、b、c就是參數，不同的二次函數就會有不同的值。有時也會將參數放在函數的名稱上，以說明其相關性。例如以下是定義以b為底的對數：
{\displaystyle \log _{b}(x)={\frac {\log(x)}{\log(b)}}}
其中b是參數，是指對數函數的底。這不是函數的引數。

### 例子
- 參數等化器（parametric equaliser）是一種音頻濾波器，可以用一個旋鈕調整要提昇或是降低的頻率，另一個旋鈕調整提昇或是降低的量。這二個設定，都是頻率響應曲線的二個參數，用二個旋鈕的等化器可以完整描述此一曲線。更細緻的參數等化器會有其他參數可以調整，例如歪斜率（skew）。圖形等化器（graphic equaliser）可以單純獨調整各頻率段的大小，而調整只會影響該頻率段附近的特性。
- 若要畫y = ax2關係的圖，一般會考慮一個範圍內的x來畫圖，但只會考慮某一個 a值。若使用不同的a值，x和y之間的關係就會變化。因此a即為參數，這個參數會變化的程度比變數x或y要少，但又不是直接以一個常數表示（像是指數的2）。變動參數a會得到另一個x和y的關係（不過這些關係彼此是有關的），而變數x和y的變化本身就是此問題的一部份。
- 在用每小時時薪以及工時計算收入時，一般會假設工時很容易變更，但每小時時薪是比較不會變更的。因此每小時時薪就是參數，工時是自變數，收入則是應變數。